# Wilhelm Baum
Wilhelm Baum (ur. 10 listopada 1799 w Elblągu, zm. 6 września 1883 w Getyndze) – niemiecki chirurg, Honorowy Obywatel Miasta Gdańska.

## Życiorys
Studiował na uczelniach wyższych w Królewcu, Getyndze i Berlinie. W 1830 został naczelnym chirurgiem oraz kierownikiem szpitala miejskiego w Gdańsku.
Za zasługi w kierowaniu akcją zwalczania wielkiej epidemii cholery w 1831 Rada Miasta przyznała doktorowi tytuł Honorowego Obywatela Miasta Gdańska.
W 1842 objął katedrę profesora medycyny na uniwersytecie w Greifswaldzie, a następnie w Getyndze. Wilhelm Baum był twórcą nowatorskich metod operowania i leczenia chorych na polipy nosowe.